# Polderdistrict Rijk van Nijmegen en Maas en Waal
Het Polderdistrict Rijk van Nijmegen en Maas en Waal was een waterschap in de provincie Gelderland. Het polderdistrict werd in 1944 opgericht uit het Polderdistrict Maas en Waal, Polderdistrict Rijk van Nijmegen, een paar dorpspolders en een buitenpolder. Het hoofdkantoor lag in Druten.
Om de oplopende bestuurskosten binnen de lijnen te houden, dwong de provincie een fusie tussen dit polderdistrict en het polderdistrict Circul van de Ooij en Millingen. Hierdoor ging het polderdistrict op 1 januari 1970 op in het nieuwgevormde Polderdistrict Maas en Waal.